# Patriotas de Lares 2013-2014
Questa voce raccoglie le informazioni riguardanti i Patriotas de Lares nelle competizioni ufficiali della stagione 2013-2014.

## Stagione
La stagione 2013-14 vede i Patriotas de Lares competere in LVSM con un nuovo assetto societario; la cessione del titolo originario ai Caribes de San Sebastián e l'acquisto del titolo dei Leones de Ponce segnano notevolmente il mercato della franchigia: sono ben sei i Patriotas a seguire la vecchia società ai Caribes, mentre dai Leones arrivano a Lares cinque elementi; in totale sono undici i nuovi arrivi, a fronte di tredici cessioni. Nel ruolo di allenatore viene invece scelto Ramón Lawrence.
La stagione si apre il 16 ottobre 2013 col debutto in casa dei Mets de Guaynabo, che travolgono 3-0 i Patriotas, che cado anche nel debutto interno contro i Nuevos Gigantes de Carolina. Negli ultimi tre incontri di ottobre però, la franchigia di Lares centra tre successi consecutivi, sconfiggendo in trasferta gli Indios de Mayagüez ed i Maratonistas de Coamo e piegando in casa la resistenza dei Plataneros de Corozal. Nel mese di novembre però, a fronte di dieci incontri, sono solo tre i successi raccolti, due sui Caribes de San Sebastián ed uno sui Maratonistas de Coamo; dai Mets arriva a rinforzare la squadra Iván Matos. Nell'ultimo mese di regular season il rendimento non migliora e sono due le vittorie raccolte; si registrano anche avvicendamenti nella rosa della squadra con lo svincolo di Eric Gallardo, sostituito da Jedisan Agosto.
Con un totale di otto vittorie in ventiquattro gare, i Patriotas si qualificano allo spareggio Wild Card, un incontro che pone di fronte la sesta e la settimana classificata della stagione regolare, che si giocano in gara secca in casa della meglio classificata l'ultimo posto ai play-off. Grazie ad una vittoria in quattro parziali in casa dei Caribes de San Sebastián, la squadra accede ai quarti di finale, dove viene inserita nel Girone A con Mets de Guaynabo e Capitanes de Arecibo: rimedia tuttavia quattro sconfitte in altrettanti incontri, venendo immediatamente eliminata e chiudendo la stagione al sesto posto finale.

## Organigramma societario
Area direttiva
- Presidente: José L. Torres

Area tecnica
- Allenatore: Ramón Lawrence
- Statistico: Esai Vélez
- Fisioterapista: Felix Gordillo

## Rosa
| N° | Nome             | Ruolo | Data di nascita   | Nazionalità sportiva |
| -- | ---------------- | ----- | ----------------- | -------------------- |
| 1  | Eric Gallardo    | P     | 14 maggio 1985    | Porto Rico           |
| 2  | Rafael Ramos     | L     |                   | Porto Rico           |
| 3  | Iván Matos       | S/O   | 15 luglio 1990    | Porto Rico           |
| 4  | Carlos Pietri    | C     |                   | Porto Rico           |
| 6  | Michael Williams | C     | 19 ottobre 1991   | Porto Rico           |
| 7  | Domingo González | S/O   | 29 gennaio 1990   | Porto Rico           |
| 8  | Héctor Galván    | S/O   |                   | Porto Rico           |
| 10 | Luis Quiñones    | C     | 22 settembre 1983 | Porto Rico           |
| 11 | Abdriel Cardona  | S     | 20 aprile 1990    | Porto Rico           |
| 12 | Bolívar Bermúdez | S     |                   | Porto Rico           |
| 13 | Saúl Morales     | L     |                   | Porto Rico           |
| 14 | Alexander Robles | S     | 22 ottobre 1989   | Porto Rico           |
| 15 | Kevin Rodríguez  | P     | 12 agosto 1994    | Porto Rico           |
| 16 | Gustavo Jirau    | C     |                   | Porto Rico           |
| 18 | Elmer Rivera     |       |                   | Porto Rico           |
| 20 | Jedisan Agosto   | P     | 24 ottobre 1991   | Porto Rico           |

## Mercato
| Acquisti | Acquisti         | Acquisti              | Acquisti   |
| R.       | Nome             | da                    | Modalità   |
| -------- | ---------------- | --------------------- | ---------- |
| L        | Rafael Ramos     | Maratonistas de Coamo | definitivo |
| C        | Carlos Pietri    | Leones de Ponce       | definitivo |
| C        | Michael Williams | ?                     | ?          |
| S/O      | Domingo González | Leones de Ponce       | definitivo |
| S/O      | Héctor Galván    | ?                     | ?          |
| C        | Luis Quiñones    | Leones de Ponce       | definitivo |
| S        | Abdriel Cardona  | ?                     | ?          |
| S        | Alexander Robles | Leones de Ponce       | definitivo |
| P        | Kevin Rodríguez  | Leones de Ponce       | definitivo |
| C        | Gustavo Jirau    | Mets de Guaynabo      | definitivo |
| ?        | Elmer Rivera     | ?                     | ?          |
| S/O      | Iván Matos       | Mets de Guaynabo      | definitivo |
| P        | Jedisan Agosto   | Gigantes de Carolina  | definitivo |

| Cessioni | Cessioni          | Cessioni                 | Cessioni   |
| R.       | Nome              | a                        | Modalità   |
| -------- | ----------------- | ------------------------ | ---------- |
| ?        | Abner González    | ?                        | ?          |
| L        | Dennis Ríos       | Caribes de San Sebastián | definitivo |
| S        | Christopher López | ?                        | ?          |
| C        | Enrique Escalante | Mets de Guaynabo         | definitivo |
| P        | Howard García     | Caribes de San Sebastián | definitivo |
| P        | Julio Acevedo     | Capitanes de Arecibo     | definitivo |
| C        | Jessie Colón      | Caribes de San Sebastián | definitivo |
| C        | David Menéndez    | Caribes de San Sebastián | definitivo |
| P        | Freddy Martínez   | ?                        | ?          |
| S        | Alexis Matías     | Caribes de San Sebastián | definitivo |
| C        | Emanuel Batista   | Mets de Guaynabo         | definitivo |
| S        | Juan Figueroa     | Caribes de San Sebastián | definitivo |
| S/O      | David McKenzie    | -                        | definitivo |
| P        | Eric Gallardo     | ?                        | ?          |

## Risultati

### LVSM

#### Regular season
| 16 ottobre 2013 Coliseo Mario Morales, Guaynabo             | Mets de Guaynabo         | 3 - 0 | Patriotas de Lares       | 25-21, 25-19, 25-15               |
| 20 ottobre 2013 Coliseo Félix Méndez Acevedo, Lares         | Patriotas de Lares       | 2 - 3 | Gigantes de Carolina     | 20-25, 25-19, 21-25, 25-22, 13-15 |
| 23 ottobre 2013 Palacio de Recreación y Deportes, Mayagüez  | Indios de Mayagüez       | 2 - 3 | Patriotas de Lares       | 25-22, 25-17, 22-25, 23-25, 13-15 |
| 26 ottobre 2013 Coliseo Félix Méndez Acevedo, Lares         | Patriotas de Lares       | 3 - 1 | Plataneros de Corozal    | 18-25, 28-26, 33-31, 25-21        |
| 29 ottobre 2013 Coliseo Edwin "Puruco" Nolasco, Coamo       | Maratonistas de Coamo    | 1 - 3 | Patriotas de Lares       | 22-25, 37-39, 25-23, 22-25        |
| 1 novembre 2013 Coliseo Félix Méndez Acevedo, Lares         | Patriotas de Lares       | 2 - 3 | Changos de Naranjito     | 25-12, 23-25, 25-22, 23-25, 8-15  |
| 3 novembre 2013 Coliseo Manuel "Petaca" Iguina, Arecibo     | Capitanes de Arecibo     | 3 - 2 | Patriotas de Lares       | 25-21, 23-25, 23-25, 25-16, 15-8  |
| 6 novembre 2013 Coliseo Félix Méndez Acevedo, Lares         | Patriotas de Lares       | 3 - 1 | Caribes de San Sebastián | 16-25, 25-17, 25-23, 25-20        |
| 10 novembre 2013 Coliseo Luis Aymat Cardona, San Sebastián  | Caribes de San Sebastián | 2 - 3 | Patriotas de Lares       | 25-22, 29-27, 21-25, 21-25, 1-15  |
| 13 novembre 2013 Coliseo Félix Méndez Acevedo, Lares        | Patriotas de Lares       | 1 - 3 | Mets de Guaynabo         | 14-25, 20-25, 26-24, 17-25        |
| 17 novembre 2013 Palacio de Recreación y Deportes, Mayagüez | Indios de Mayagüez       | 3 - 2 | Patriotas de Lares       | 25-22, 25-27, 17-25, 25-22, 15-10 |
| 19 novembre 2013 Coliseo Félix Méndez Acevedo, Lares        | Patriotas de Lares       | 1 - 3 | Changos de Naranjito     | 18-25, 36-38, 25-15, 21-25        |
| 22 novembre 2013 Coliseo Carmen Zoraida Figueroa, Corozal   | Plataneros de Corozal    | 3 - 0 | Patriotas de Lares       | 25-21, 25-16, 25-17               |
| 26 novembre 2013 Coliseo Félix Méndez Acevedo, Lares        | Patriotas de Lares       | 1 - 3 | Capitanes de Arecibo     | 25-21, 19-25, 29-31, 18-25        |
| 29 novembre 2013 Coliseo Félix Méndez Acevedo, Lares        | Patriotas de Lares       | 3 - 1 | Maratonistas de Coamo    | 25-23, 25-23, 22-25, 25-23        |
| 1 dicembre 2013 Coliseo Guillermo Angulo, Carolina          | Gigantes de Carolina     | 3 - 2 | Patriotas de Lares       | 24-26, 25-16, 23-25, 25-20, 19-17 |
| 5 dicembre 2013 Coliseo Félix Méndez Acevedo, Lares         | Patriotas de Lares       | 1 - 3 | Indios de Mayagüez       | 14-25, 19-25, 27-25, 19-25        |
| 7 dicembre 2013 Coliseo Carmen Zoraida Figueroa, Corozal    | Plataneros de Corozal    | 3 - 1 | Patriotas de Lares       | 25-21, 25-16, 21-25, 27-25        |
| 11 dicembre 2013 Coliseo Manuel "Petaca" Iguina, Arecibo    | Capitanes de Arecibo     | 3 - 0 | Patriotas de Lares       | 25-13, 25-18, 25-17               |
| 17 dicembre 2013 Coliseo Gelito Ortega, Naranjito           | Changos de Naranjito     | 0 - 3 | Patriotas de Lares       | 19-25, 23-25, 23-25               |
| 19 dicembre 2013 Coliseo Félix Méndez Acevedo, Lares        | Patriotas de Lares       | 3 - 0 | Maratonistas de Coamo    | 25-22, 25-23, 25-23               |
| 21 dicembre 2013 Coliseo Félix Méndez Acevedo, Lares        | Patriotas de Lares       | 0 - 3 | Caribes de San Sebastián | 20-25, 20-25, 23-25               |
| 23 dicembre 2013 Coliseo Félix Méndez Acevedo, Lares        | Patriotas de Lares       | 2 - 3 | Mets de Guaynabo         | 25-22, 19-25, 25-22, 12-25, 13-15 |
| 28 dicembre 2013 Coliseo Guillermo Angulo, Carolina         | Gigantes de Carolina     | 3 - 0 | Patriotas de Lares       | 25-18, 25-19, 25-14               |

#### Play-off
| Spareggio Wild Card - 30 dicembre 2013 Coliseo Luis Aymat Cardona, San Sebastián    | Caribes de San Sebastián | 1 - 3 | Patriotas de Lares   | 26-24, 23-25, 22-25, 22-25 |
| Quarti di finale (gara 1) - 2 gennaio 2014 Coliseo Félix Méndez Acevedo, Lares      | Patriotas de Lares       | 0 - 3 | Capitanes de Arecibo | 21-25, 15-25, 17-25        |
| Quarti di finale (gara 2) - 3 gennaio 2014 Coliseo Mario Morales, Guaynabo          | Mets de Guaynabo         | 3 - 0 | Patriotas de Lares   | 25-20, 25-17, 28-26        |
| Quarti di finale (gara 4) - 8 gennaio 2014 Coliseo Félix Méndez Acevedo, Lares      | Patriotas de Lares       | 0 - 3 | Mets de Guaynabo     | 18-25, 20-25, 16-25        |
| Quarti di finale (gara 5) - 10 gennaio 2014 Coliseo Manuel "Petaca" Iguina, Arecibo | Capitanes de Arecibo     | 3 - 0 | Patriotas de Lares   | 25-18, 25-21, 25-20        |

## Statistiche

### Statistiche di squadra
| Competizione | Punti | In casa | In casa | In casa | In trasferta | In trasferta | In trasferta | Totale | Totale | Totale |
| Competizione | Punti | G       | V       | P       | G            | V            | P            | G      | V      | P      |
| ------------ | ----- | ------- | ------- | ------- | ------------ | ------------ | ------------ | ------ | ------ | ------ |
| LVSM         | 28    | 14      | 4       | 10      | 14           | 4            | 10           | 28     | 8      | 20     |
| Totale       | -     | 14      | 4       | 10      | 14           | 4            | 10           | 28     | 8      | 20     |

G = partite giocate; V = partite vinte; P = partite perse